# Vaníliás cukor

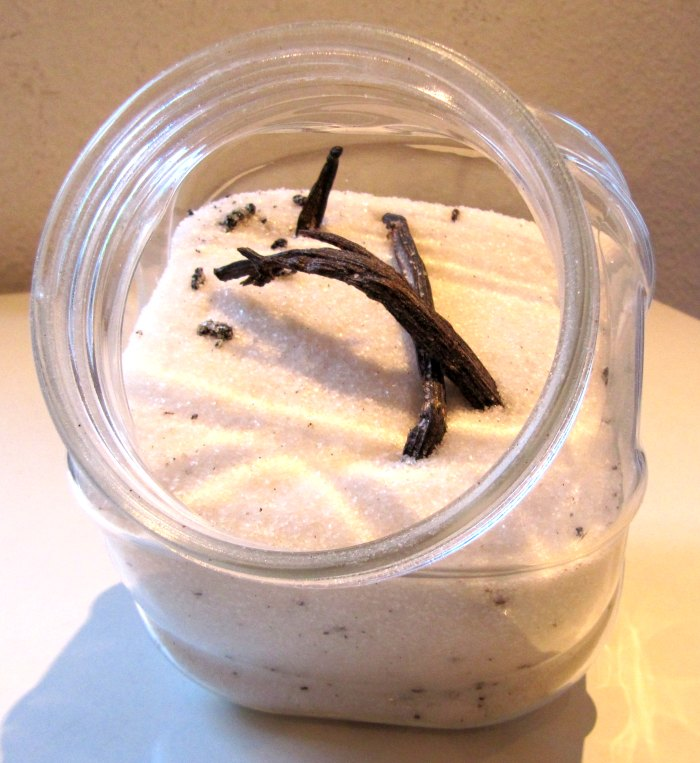

A vaníliás cukor a vanília termésével (vaníliarúddal) ízesített cukor. (Nem tévesztendő össze az olcsóbb vanillincukorral, amely a vanília hatóanyagának, a vanillinnak a mesterségesen előállított változatát tartalmazza.) A német élelmiszeriparban alkalmazott meghatározás szerint a vaníliás cukornak 8 grammonként legalább 0,5 gramm őrölt vaníliarudat vagy ennek kivonatát kell tartalmaznia.
A magyar konyha számos hagyományos cukrászati termékben használja, többek között a dobostorta krémjében, az Esterházy-torta krémjében, a krémesben.